# Парк чудищ
«Парк чудищ», или «Священная роща» (итал. Parco dei Mostri, Sacro Bosco) — названия причудливого парка на вилле Меравилье (Villa delle Meraviglie) в городке Бомарцо, в 21 км к северо-востоку от Витербо (Лацио). Представляет собой архитектурно-парковый ансамбль в долине у подножия замка семьи Орсини, разновидность маньеристского парка «с сюрпризами». Парк украшают около тридцати скульптур и разного рода фантастических сооружений.

## История
Парк площадью около 2 км² сооружен по замыслу князя Пьера Франческо, или Вичино, Орсини (1552—1585), прожившим короткую жизнь и посвятившим парк своей жене Джулии Фарнезе, дочери Галеаццо Фарнезе (герцога Латерского), умершей в 1564 году (не путать с одноимённой возлюбленной папы Александра VI).
Строительство началось в 1548 году, а завершилось в 1580 году. Парк был спроектирован архитектором Пирро Лигорио, автором ансамбля виллы д’Эсте в Тиволи, Джакомо да Виньола и другими. Сам хозяин называл своё творение «Парком чудищ», или «Священной рощей». Возведённый в парке Храм был посвящён памяти жены Вичино Орсини.
Первое упоминание о парке содержится в письме поэта Аннибале Каро (1564). Тогда парк назывался «Священной рощей», название «Сад чудищ» закрепилось в XX в., когда после нескольких столетий забвения парк был отреставрирован приобретшим его семейством Беттини при поддержке Института истории и архитектуры Рима и Французской академии в Риме, а затем заново открыт для публики в 1954 году.

## Скульптуры и сооружения парка
В парке находятся скульптуры, идея и эстетика которых связана не только с причудами искусства итальянского маньеризма, но также с традициями так называемого «сельского стиля» (итал. stile rustico — простой, грубый, деревенский). Этот стиль проявился главным образом в архитектуре загородных вилл, садово-парковом искусстве, декоративной скульптуре. Мастера этого течения в поисках наибольшей выразительности, необычности и органичной связи с окружающей природой насыщали формы динамикой, экспрессией, уподобляя их природным, органическим образованиям, стилизуя архитектурные объёмы под скалы, гроты, пещеры, а статуи, делая их из грубого материала — известняка, цемента, — как бы поросшими мхом или растрескавшимися от времени. Один из терминов «сельского стиля» — каверна (лат. caverna — пещера, ложбина), «неожиданный пропуск, провал в композиции, контраст форм, пространственный разрыв».
Среди сооружений парка — миниатюрный «Сад природы», «Храм Вечности» и знаменитый Наклонный, или «Падающий дом» (Casa pendente), построенный в качестве «сюрприза» для гостей по идее князя В. Орсини. «Невозможная архитектура» или некоторые загадочные статуи, по мнению исследователей, представляют собой этапы «маршрута алхимического происхождения». Учёные-историки и филологи предприняли несколько попыток объяснить лабиринт символов парка и нашли древние темы и мотивы в литературе эпохи Возрождения, например, в «Канцоньере» Франческо Петрарки, «Гипнэротомахии Полифила», «Неистовом Орланде» Ариосто, поэме Бернардо Тассо «Флоридант». В последней, например, появляется стальной дракон с комнатой внутри, и из пасти которого вышли амазонки верхом на лошадях. Однако остаётся слишком много загадок и всевозможных интерпретаций. Английский историк искусства Джон Ширман писал о «невероятных, приятных и, прежде всего, явных вымыслах — продуктах художественного и литературного побега».
Вход в парк охраняют парные сфинксы. Среди скульптур — Пегас, две Сирены, Протей, слон Ганнибала, дракон, гигантская черепаха, гигант (Геракл или Роланд), пёс Цербер, две Цереры, Афродита, «Врата Преисподней».
Скульптуры сделаны из базальта, материала, доступного в этом районе в огромных количествах; многие из них отмечены загадочными и таинственными надписями, которые сохранились лишь в незначительной степени. Нынешнее расположение скульптур в парке, за исключением некоторых задокументированных случаев, не является первоначальным, а восходит ко второй половине XX века, когда семья Беттини приняла его и вернула в пользование.
На холме высится Ротонда, из которой открывается широкий вид на городской холм Бомарцо. Реставраторы парка, чета Беттини, похоронены в «Октогоне», восьмиугольном храме. Является ли это также мавзолеем Джулии Фарнезе (что предполагают по сохранившимся указаниям князя Орсини), доказать пока не удалось.
В надписи над «этрусской скамьёй» сам Вичино Орсини будто бы объясняет посетителю своё намерение создать «парк чудес» для скитающихся по миру бродяг (Voi che pel mondo gite errando vaghi di veder meraviglie alte et stupende — Ты, который блуждает по миру в смутных путешествиях, чтобы увидеть высокие и удивительные чудеса…). На террасе, усаженной соснами, надпись говорит о том, что это «Сакро Боско» (Священная роща). Другая надпись: Sol per sfogare il core — «Только дать волю сердцу» (возможно, цитата из сонетов Виттории Колонны). Ещё одна надпись на скульптуре какого-то чудища: Ogni pensiero vola — «Всякая мысль летит». Возможно, главная идея заключена в другой надписи: Tu ch’entri qua con mente parte a parte et dimmi poi se tante meraviglie sien fatte per inganno o pur per arte — «Ты, кто входит сюда, подумай хорошенько, а потом скажи мне, если все эти чудеса сделаны с намерением удивлять либо они ради искусства». Поскольку итальянское слово «arte» может означать не только «искусство», но и «магию» (как в эстетическом, так и в магическом смысле), эта просьба тонка и двусмысленна. Однако весь «скульптурный лес» пестрит и другими надписями, которые больше смущают, чем просвещают. Было предпринято множество гипотетических интерпретаций, но всеобъемлющая концепция или морализаторская программа, которую искали снова и снова, в конце концов так и не найдена.

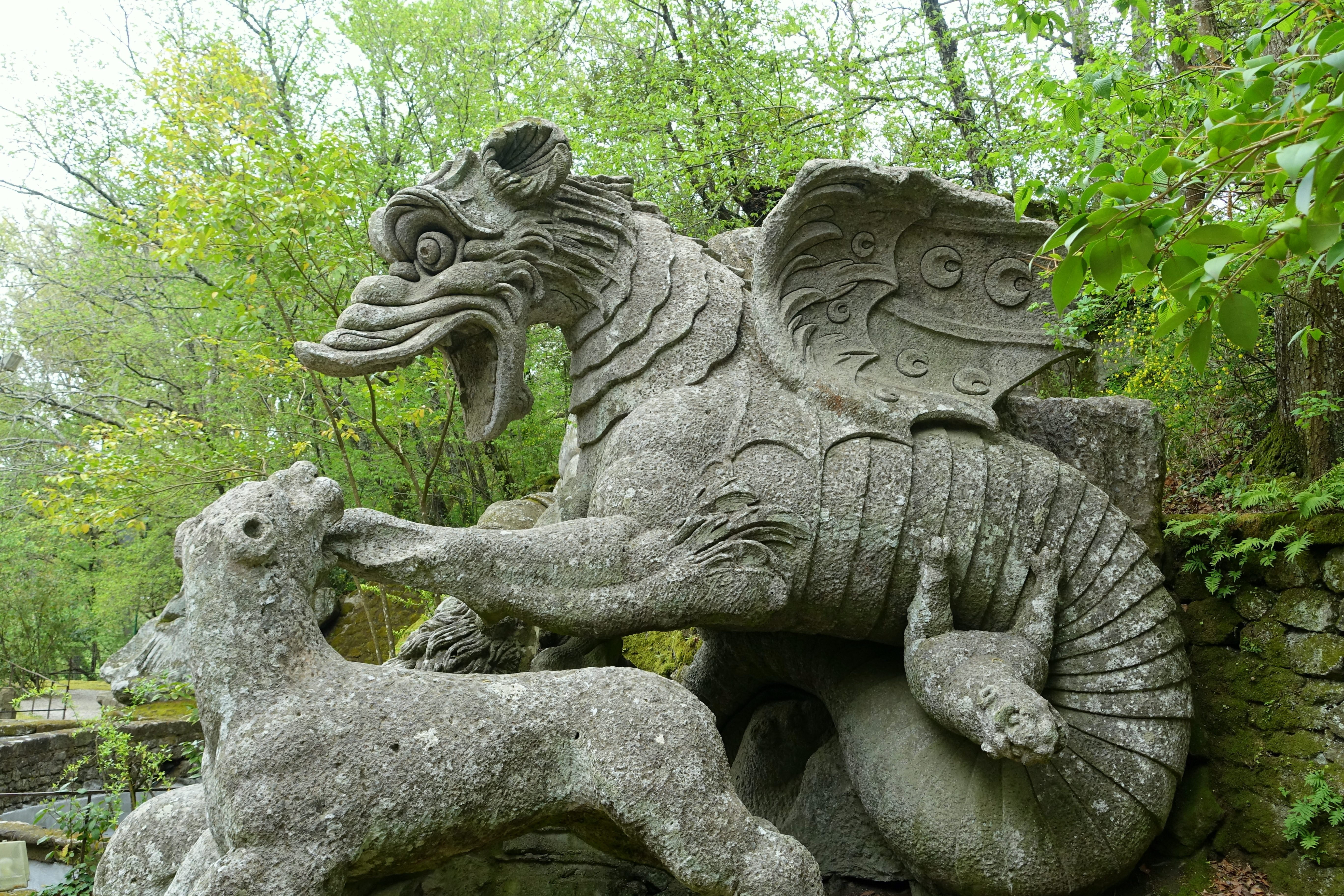
«Дракон Бомарцо с львицей и львёнком». Ок. 1552 г. Вулканоль. По рисунку Б. Амманати
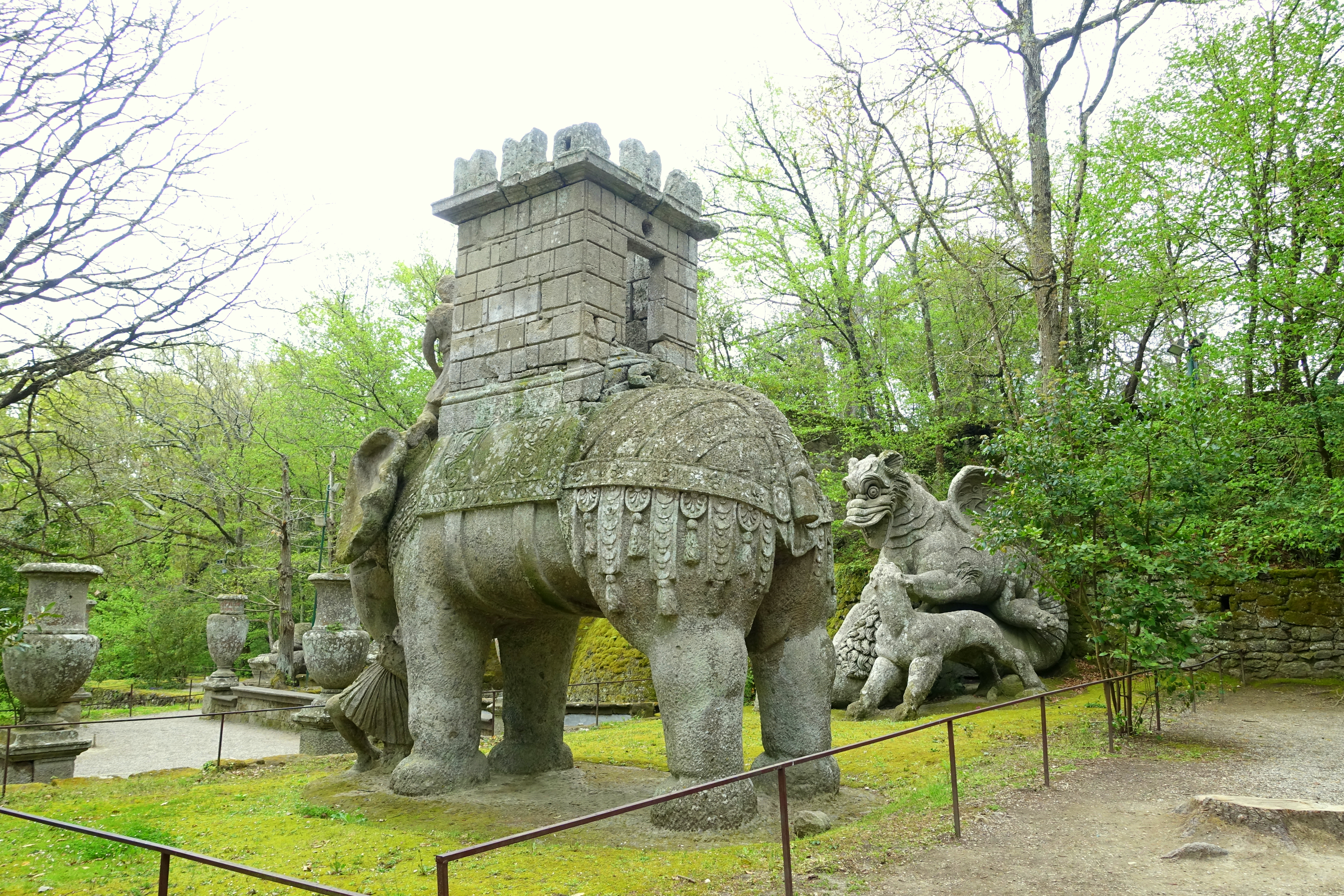
«Слон Ганнибала»
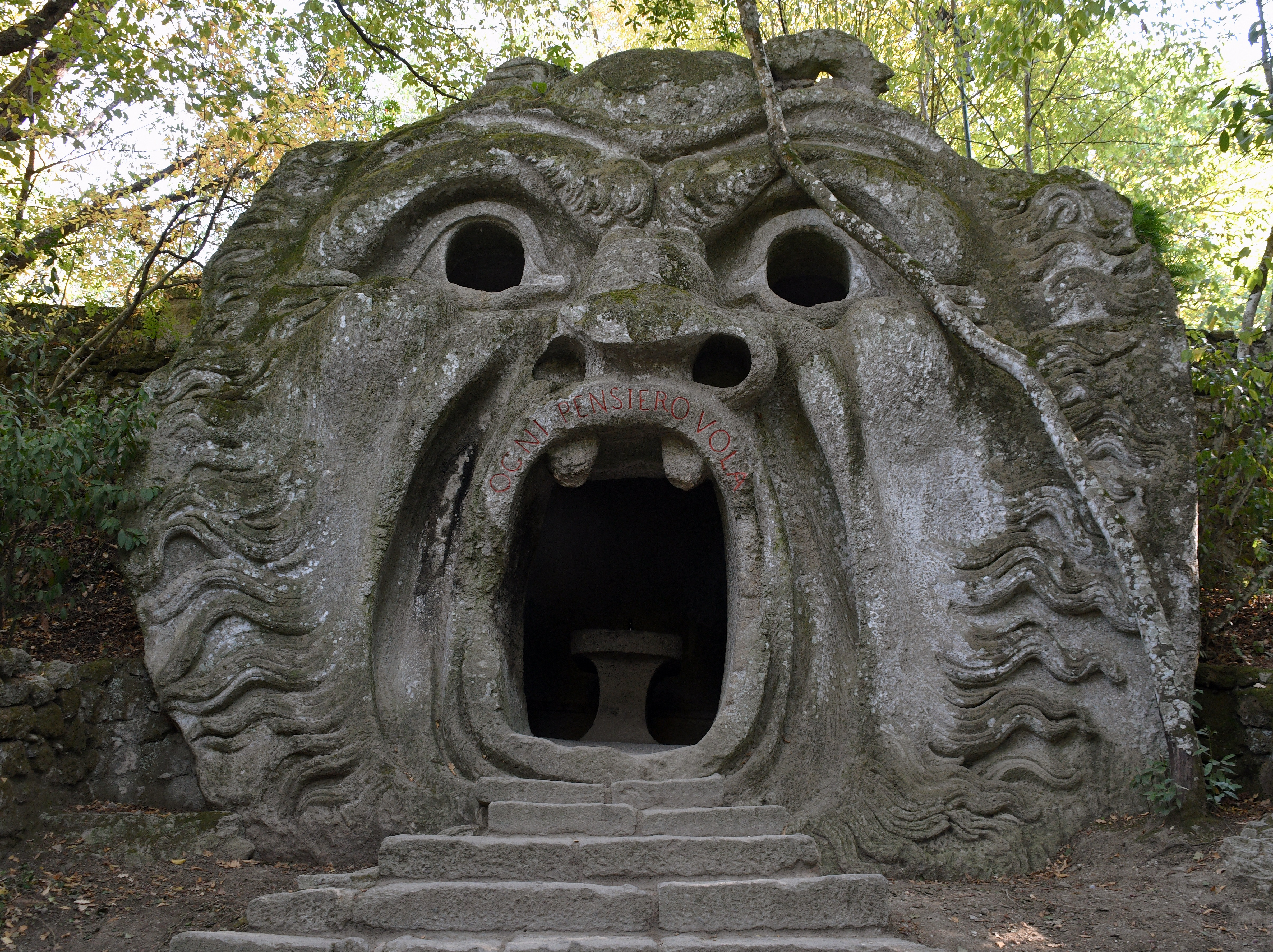
Грот «Врата Преисподней». Около 1552 г. По рисунку Б. Амманати
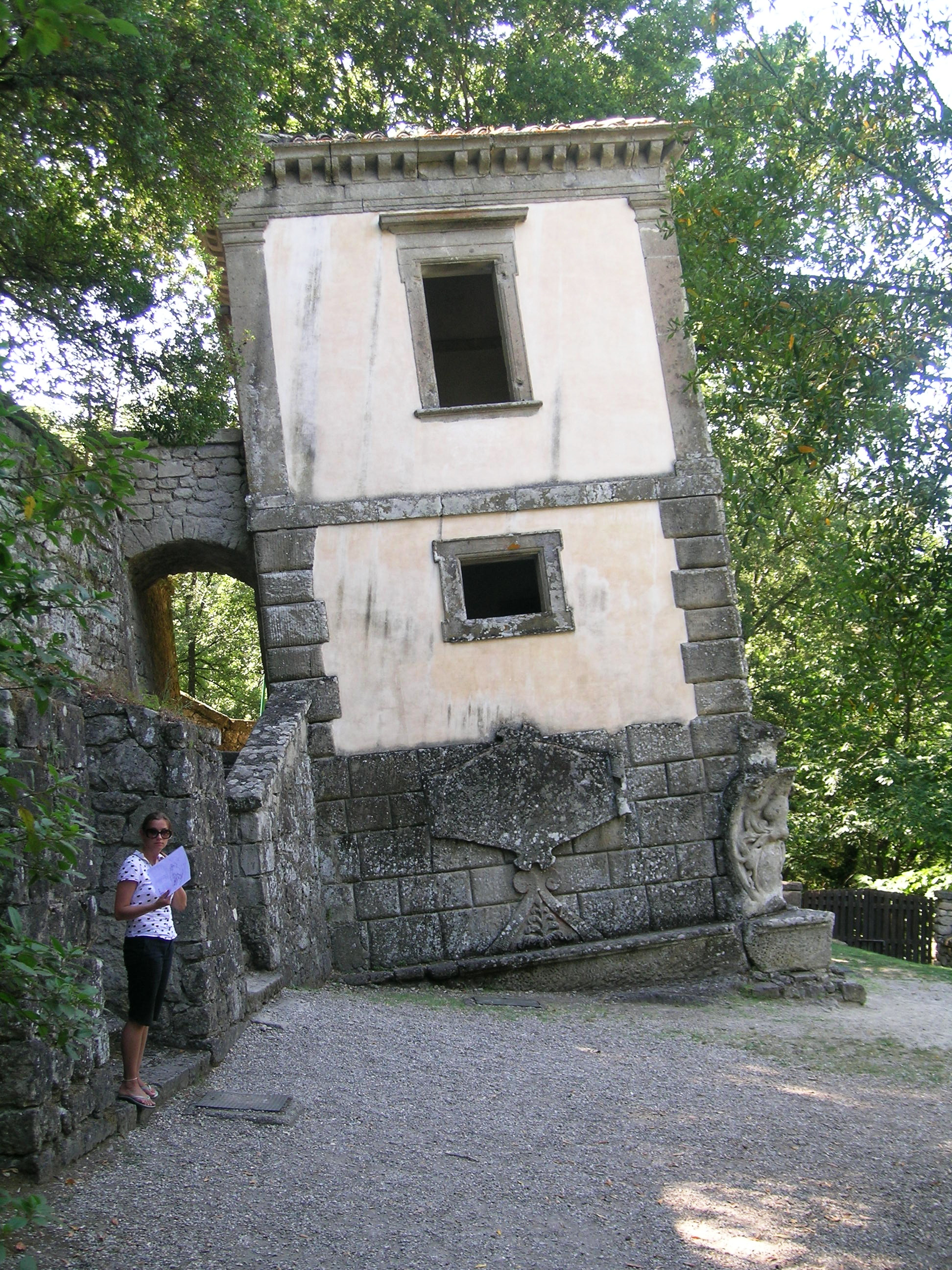
Наклонный дом
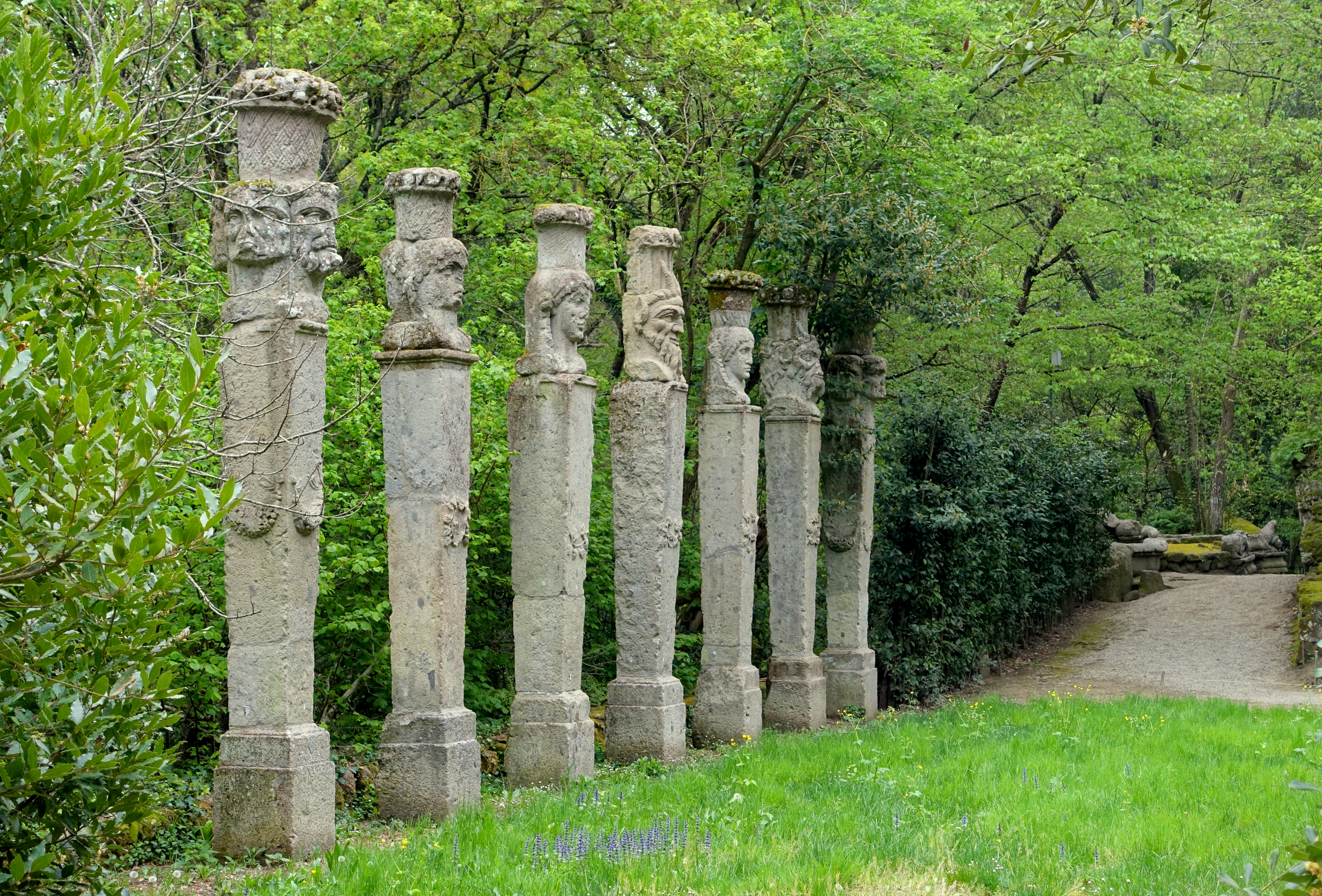
Аллея герм
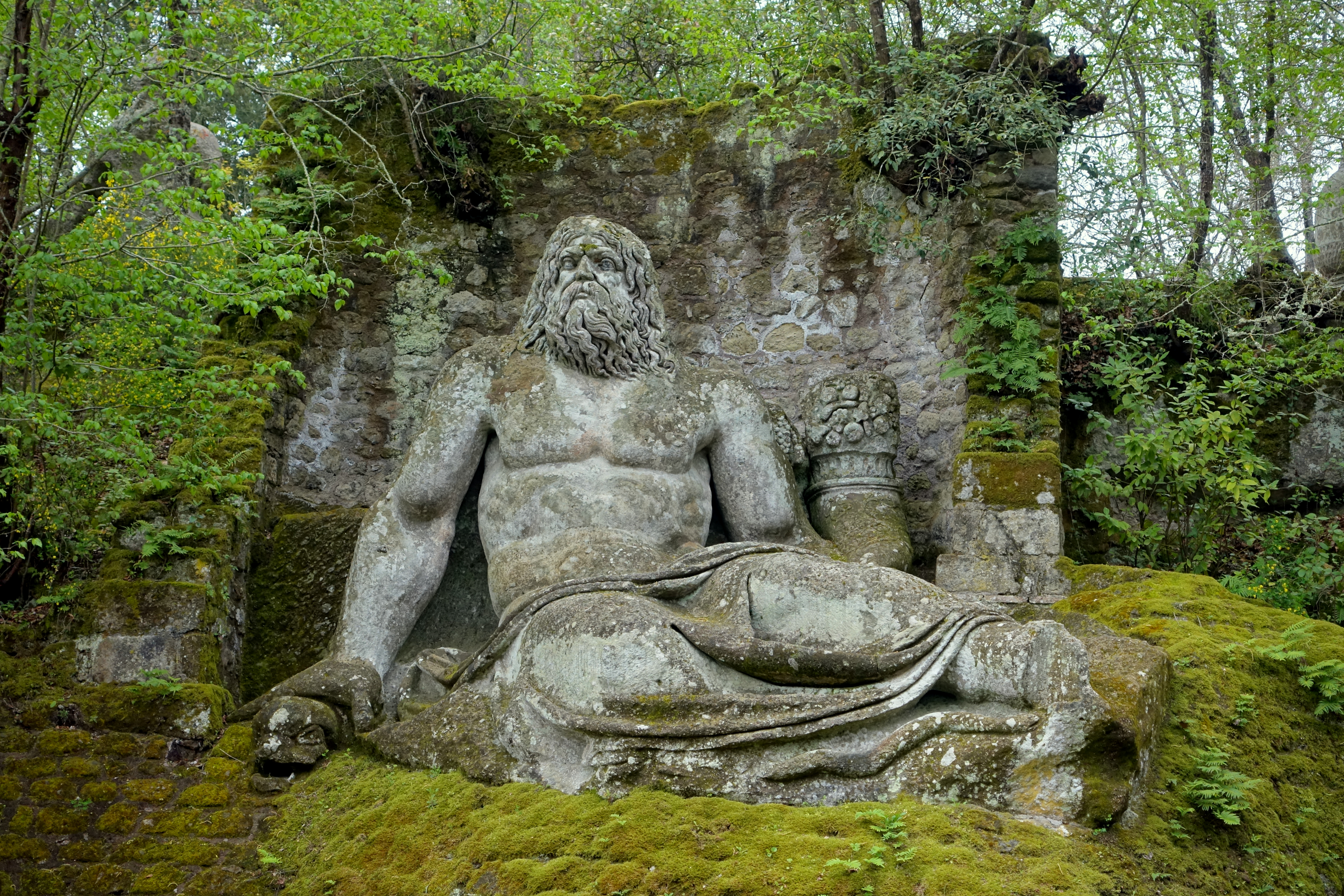
Нептун. По рисунку Б. Амманати

## Парк Бомарцо в позднейшем искусстве
Одним из первых посетителей парка был в 1938 году художник-сюрреалист Сальвадор Дали. Некоторые мотивы из увиденного включены в его картину Искушение Святого Антония (1946). Мотивы Сада также использовал в своих «заколдованных пейзажах» нидерландский художникКарел Виллинк.
Микеланджело Антониони снял о парке документальный фильм Вилла чудовищ (1950). Серию фотографий сделал в парке Брассай (1953). Эссе парковым скульптурам посвятили Марио Прац (1949) и Андре Пьейр де Мандьярг (1958).
Сад и его скульптуры фигурируют в историческом романе Мануэля Мухики Лайнеса Бомарцо (1962) и в написанной по его мотивам одноименной опере (1967) Альберто Хинастеры, а также в романе Хеллы Хассе Сады Бомарцо (1968). Скульптурами парка вдохновлялась Ники де Сен-Фалль, несколько десятилетий создавая свой фантастический Сад игры в Таро.